# 濟古特優素福
36°32′N 6°43′E / 36.533°N 6.717°E

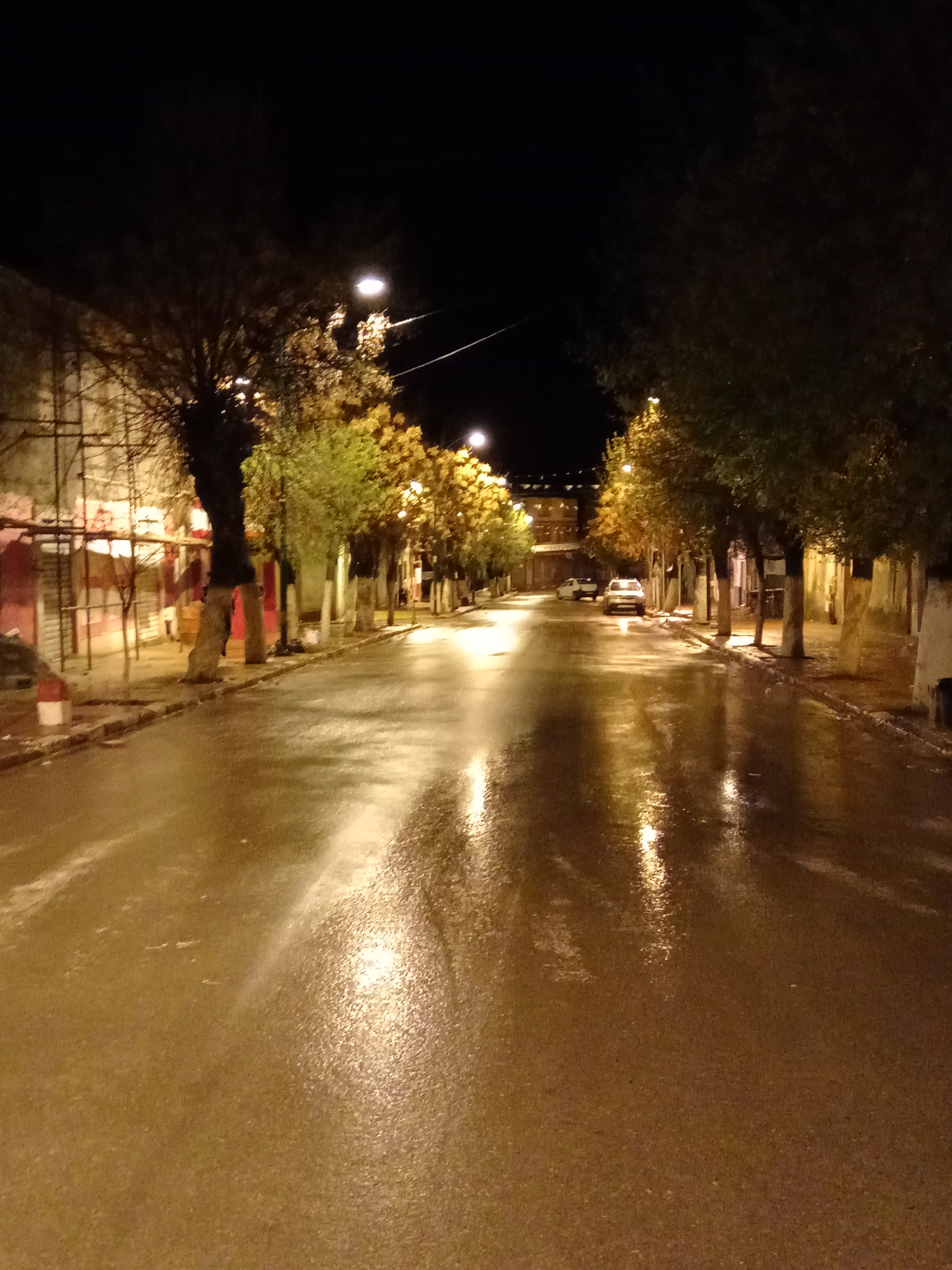
濟古特優素福

濟古特優素福（阿拉伯语：‎），是阿爾及利亞的城鎮，位於該國東北部，由君士坦丁省負責管轄，是濟古特優素福區的首府，面積237平方公里，海拔高度542米，2008年人口44,486人，人口密度每平方公里188人。